# عقیبه، عفرین
عقیبه (به عربی: عقیبة) یک روستا در سوریه است که در ناحیه مرکزی عفرین واقع شده‌است. عقیبه ۱٬۰۴۰ نفر جمعیت دارد.